# Les Irresponsables
Les Irresponsables (en allemand : Die Schuldlosen) est un roman composé de onze récits courts de Hermann Broch, publié en 1950. Les trois parties du roman se déroulent respectivement en 1913, 1923 et 1933 dans une ville du centre de l'Allemagne. L'histoire raconte l'ascendant que prend une servante, Zerline, sur ses riches maîtres. À la fin, l’apiculteur et professeur itinérant Lebrecht Endeguth apparaît comme un juge pour société dépravée.

## Titre et genèse
Dans son « Entstehungbericht » (rapport sur la genèse du texte) publié en octobre 1950, Broch explique pourquoi le roman s’appelle Les Innocents. Les personnages choisis sont résolument « apolitiques ». Bien qu’aucun d’entre eux ne soit directement responsable des événements qui se sont déroulés en Allemagne à partir de 1933, c'est cette classe moyenne allemande qui a pris le pouvoir avec la République de Weimar née de la chute de l'Empire allemand en 1918. Broch voulait dépeindre « l’innocence coupable » (schuldhafte Schuldlosigkeit) de la petite bourgeoisie de l'entre-deux-guerres.
La genèse de cette nouvelle remonte à l'année 1913. Les récits courts contenus dans le roman ont été écrits entre 1917 et 1934. Ernst Schönwiese insista auprès de Broch pour le publier dès 1946. Ce n'est finalement qu'en 1950 que l'auteur accepta que la publication ait lieu.

## Résumé
En 1923, M. Andreas, un riche Hollandais d'une trentaine d'année cherchant une chambre meublée, trouve un logement dans la maison de la baronne Elvira W. Il a largement de quoi la payer, après avoir fait fortune en Afrique du sud. La baronne vit en retrait du monde, depuis la mort de son mari, avec sa fille Hildegard et leur vieille femme de chambre, Zerline. Andreas, qui se présente comme un marchand de pierres précieuses, n'est en fait dans la ville qu'à la recherche de propriétés bons marchés pendant l'inflation. Quoiqu'il soit généreux avec la baronne, Hildegard est suspicieuse à son égard.
Andreas ne parvient à apprendre aucun détail sur la famille et sa situation actuelle. C'est Zerline qui lui raconte alors des secrets cachés par la baronne et sa fille, qui remontent à plus de trente ans auparavant. Zerline avait eu des relations sexuelles dès son enfance avec des domestiques de la maison, et même avec le baron. En raison de cette expérience, elle fut très proche du baron et a élevé Hildegard comme si elle était la véritable fille du baron. Cependant, Hildegard est née de la liaison de la baronne avec le diplomate von Juna, pendant que son mari suivait une cure dans une station thermale. Le séducteur vivait alors dans un pavillon de chasse hors de la ville, mais la baronne n'a jamais osé aller le visiter chez lui, mais Zerline avait réussi à convaincre le diplomate qu'il pourrait la posséder. Mais elle avait posé une condition à l'aide qu'elle lui donnerait, il devrait accepter que Zerline se donnât à lui dans le pavillon. Le diplomate avait accepté ce compromis, pour le plus grand bonheur de Zerline qui voyait là une victoire sur sa maîtresse. Mais pendant sa visite au pavillon, Zerline réussit à prendre une partie de la correspondance amoureuse du diplomate avec la baronne. Plus tard, le diplomate, tombé amoureux de Zerline, l'a invitée à revenir au pavillon, mais elle a posé comme condition à son retour, qu'il élimine un autre de ses amants, afin qu'elle puisse se libérer. Ledit amant fut trouvé mort peu après. Une rumeur accusa von Juna de cet empoisonnement et le diplomate fut donc emprisonné. Zerline donna ensuite les lettres volées au baron, qui, comme juge, devait s'occuper du procès de von Juna. Mais tout cela s'est clôt sur une compromission : le baron se montra lâche, il acquitta von Juna et accepté d'élever la fille de celui-ci dans sa maison. Le baron mourut ensuite d'une maladie du cœur, à peine âgé de soixante ans.
Poursuivant sa recherche d'un bien immobilier au prix abordable, Andreas rencontre Melitta E, une blanchisseuse de 19 ans, petite-fille d'un professeur itinérant et apiculteur, Lebrecht Endeguth. Une relation amoureuse s'établit entre les deux jeunes gens. Zerline se fait entremetteuse et contribue à faire en sorte que Melitta accepter de passer une nuit avec Andreas.
Hildegard est indignée de ce qu'Andreas fait dans sa chambre avec Melitte chaque nuit. La baronne s'en irrite aussi et demande des explication à Andreas. Melitta est donc obligée de quitter la maison. Andreas souhaite par la suite acheter le pavillon de chasse. Hildegard s'entretient alors avec lui et l'accuse d'être un jouet dans les mains de Zerline et le soupçonne de vouloir attirer Melitta dans cette demeure. Andreas reste néanmoins sur sa position, il a l'intention de donner le pavillon à la baronne, après l'avoir acheté. Si celle-ci venait à mourir, Zerline en hériterait.
Hildegard change alors d'approche, et l'autorise à lui faire la cour, elle ordonne ensuite à Andreas, stupéfait, de la violer dans sa chambre. Andreas tente de la faire changer d'avis, sans succès. Au lit, Andreas se révèle impuissant, pour la fierté de Hildegard.
Le lendemain, les habitants du château apprennent la mort de Melitta, décédée immédiatement après une visite de la baronne Hildegard W., d'une fracture du crâne. Hildegard a appelé la police après « l’accident ». Andreas comprend que Hildegard a assassiné Melitta, ce que Hildegard assume ouvertement dans une discussion privée qu'elle a avec lui. Elle est allée voir Hildegard et lui a dit que c'est elle qu'Andreas aimait et qu'ils s'épouseraient.
La fin se déroule plus tard, en 1933. Andreas, la baronne et Zerline vivent dans l'ancien pavillon de chasse depuis dix ans. Un jour, une voix chantante sort de la forêt voisine. Le vieil apiculteur s'approche joyeusement et appelle Andreas à expier sa vie ratée, et donc, indirectement, à se suicider, pour venger le suicide de Melitta. Andreas se tire une balle dans la tête. La baronne meurt peu après d'une overdose de somnifères administrés par la servante. Zerline, désormais héritière et maîtresse du pavillon de chasse, entretient un personnel de domestiques.